# Lhota u Lysic
Lhota u Lysic (in tedesco Lhottka) è un comune della Repubblica Ceca facente parte del distretto di Blansko, in Moravia Meridionale.